# Giclée

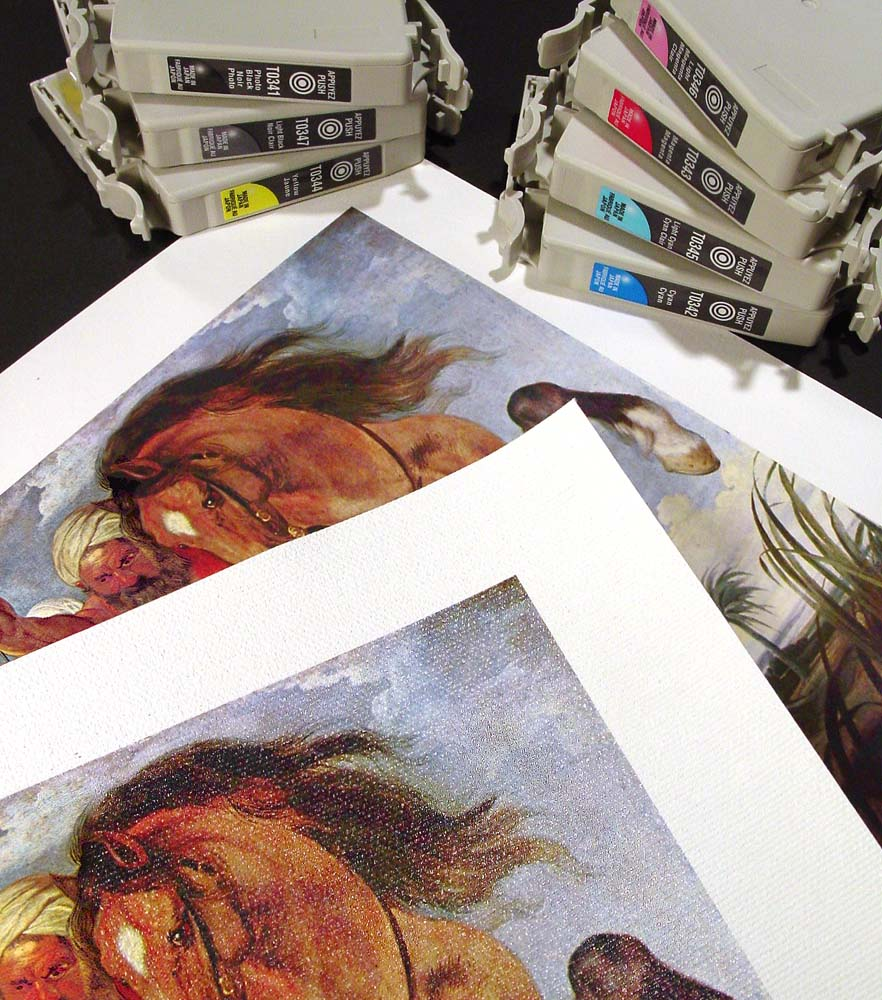
Impresión de la obra La caza del hipopótamo de Peter Paul Rubens.

El Giclée (pronunciación /ʒiˈkle/ "yiclé" en castellano) es un neologismo para denominar el proceso que permite hacer impresiones artísticas desde una fuente digitalizada utilizando una impresora de chorro de tinta. El término fue acuñado por Jack Duganne para referirse a cualquier tipo de impresión de esas características hecha con propósitos artísticos. La intención fue distinguir el denominado "Iris Proof", de corte industrial, del proceso artístico hecho con el mismo tipo de impresoras. 

### Resumen

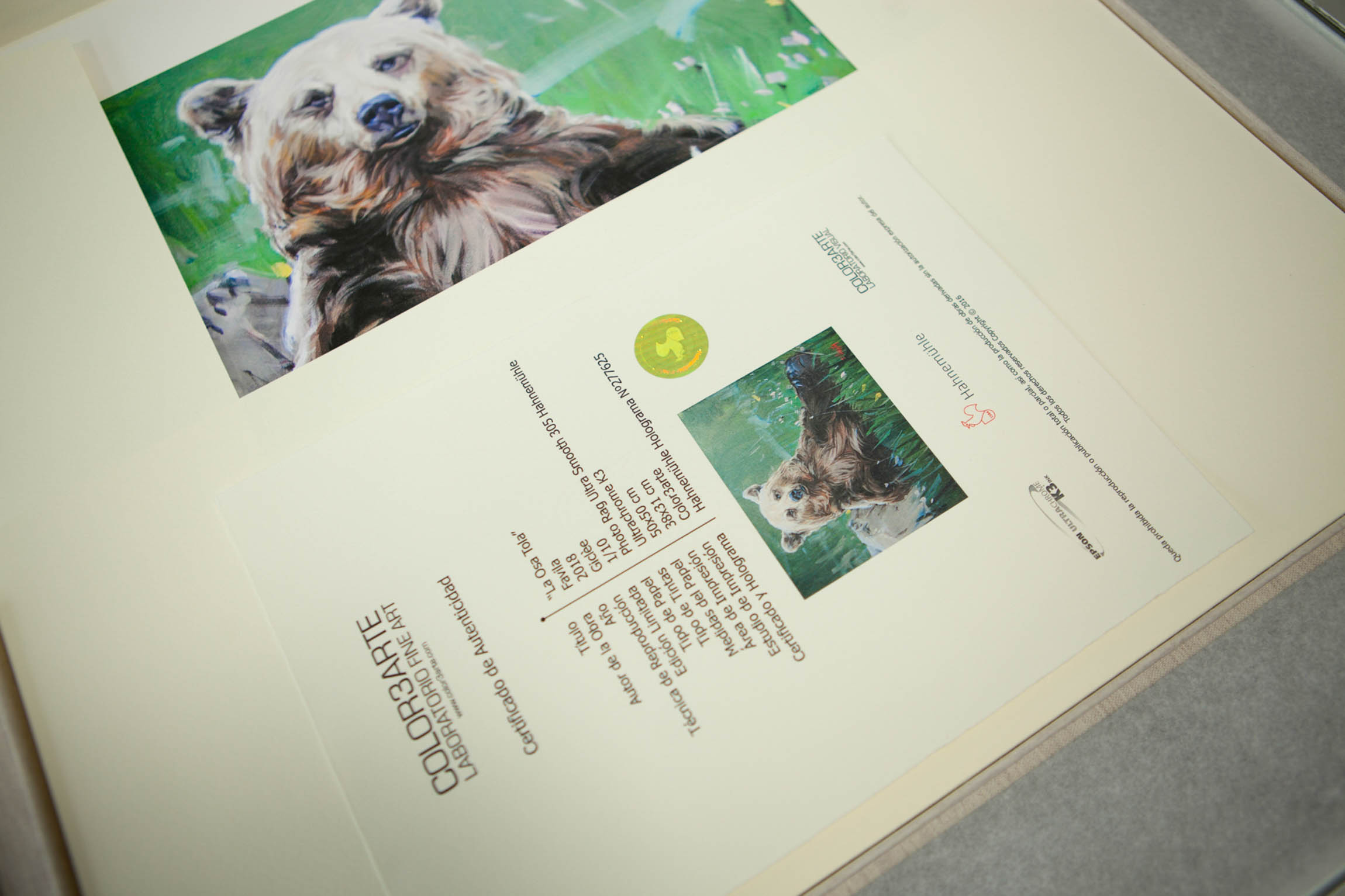
Impresión giclée de un oso en un entorno natural, con certificado de autenticidad proporcionado por Color3arte.

La impresión Giclée, también conocida como impresión fine art, es un método que combina tecnología avanzada, talento humano y recursos de alta calidad para producir impresiones artísticas. El término "Giclée" proviene del verbo francés "gicler", que significa "rociar", reflejando el proceso de pulverización del pigmento sobre una superficie. Esta técnica de impresión ha revolucionado el mundo de la reproducción de imágenes desde su introducción en 1991.

### Etimología y Técnica
La palabra "Giclée", pronunciada "yic-lay", fue acuñada por Jack Duganne, un experto en impresión fine art en Nash Editions. El proceso consiste en rociar gotas microscópicas de pigmento sobre lienzo o papel utilizando tecnología de cristal piezoeléctrico de alta presión. A diferencia de las impresoras de tinta continua tradicionales, las impresoras Giclée usan un método preciso donde las gotas de tinta reciben cargas eléctricas específicas. Las gotas que no son necesarias para la imagen se descartan electrostáticamente, asegurando un alto nivel de detalle y precisión de color.

### Ventajas de la Impresión Giclée

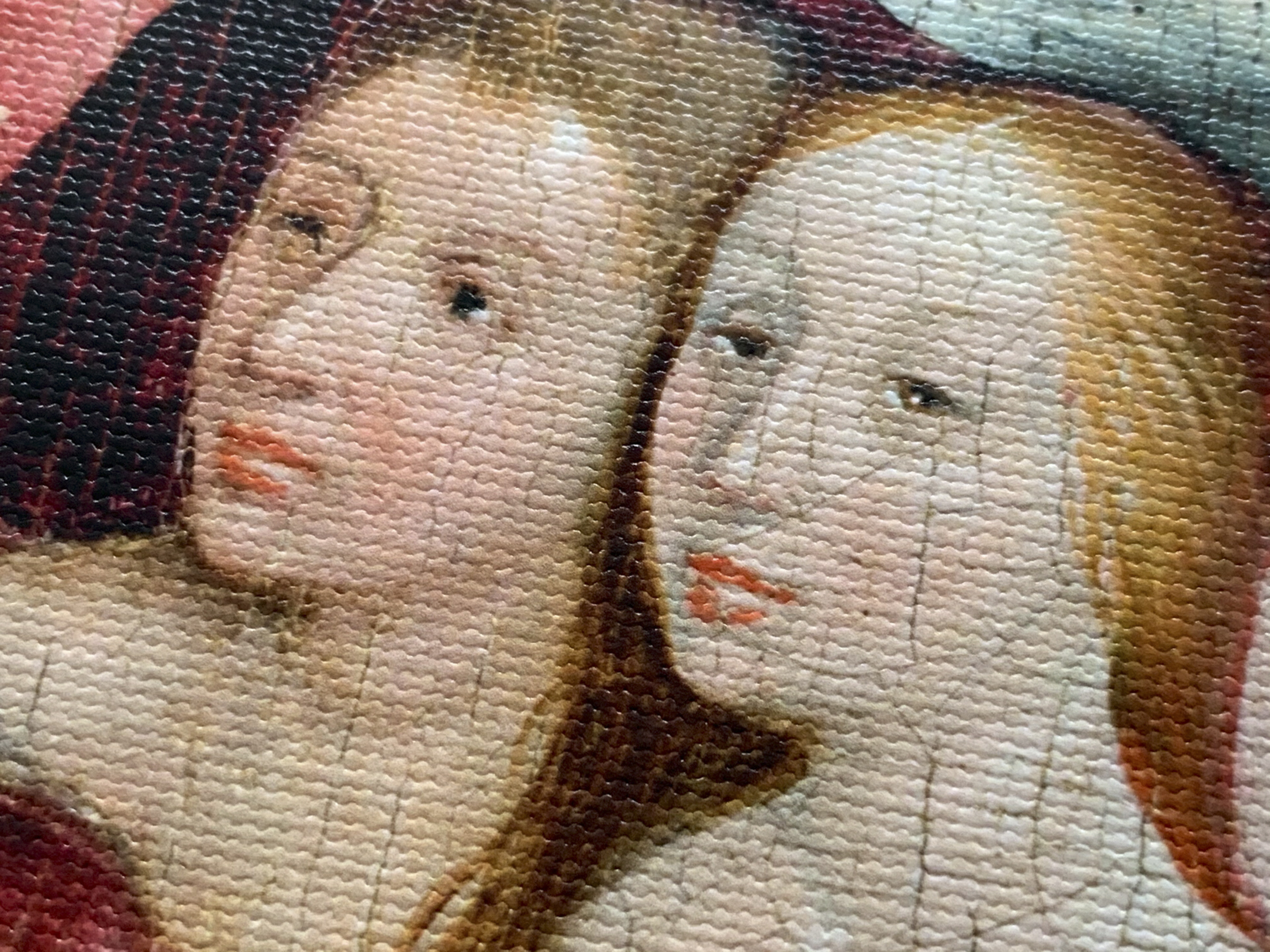
Detalle de una impresión giclée del cuadro 'El jardín de las delicias', destacando la precisión de tonos y texturas

Una de las principales ventajas de la impresión Giclée es su capacidad para capturar detalles finos y variaciones tonales sutiles, lo que la hace ideal para reproducir obras de arte. La técnica garantiza que los bordes, texturas y patrones se representen con una precisión excepcional. Además, el uso de tintas especializadas y papeles de alta calidad, generalmente hechos de fibras naturales como algodón o alfacelulosa, garantiza la longevidad de las impresiones. Estos materiales no contienen blanqueadores de cloro, tienen un pH neutro y reciben tratamientos especiales para asegurar su durabilidad.

### Historia
La historia de la impresión Giclée está estrechamente ligada a Nash Editions, fundada por Graham Nash del grupo Crosby, Stills, Nash & Young. Nash, un apasionado fotógrafo, vio el potencial de la impresión por inyección de tinta para aplicaciones de bellas artes. En 1991, Nash Editions comenzó a utilizar impresoras de inyección de tinta de alta resolución para producir impresiones fine art. Jack Duganne acuñó el término "Giclée" para distinguir este proceso de alta calidad de otros métodos de impresión.

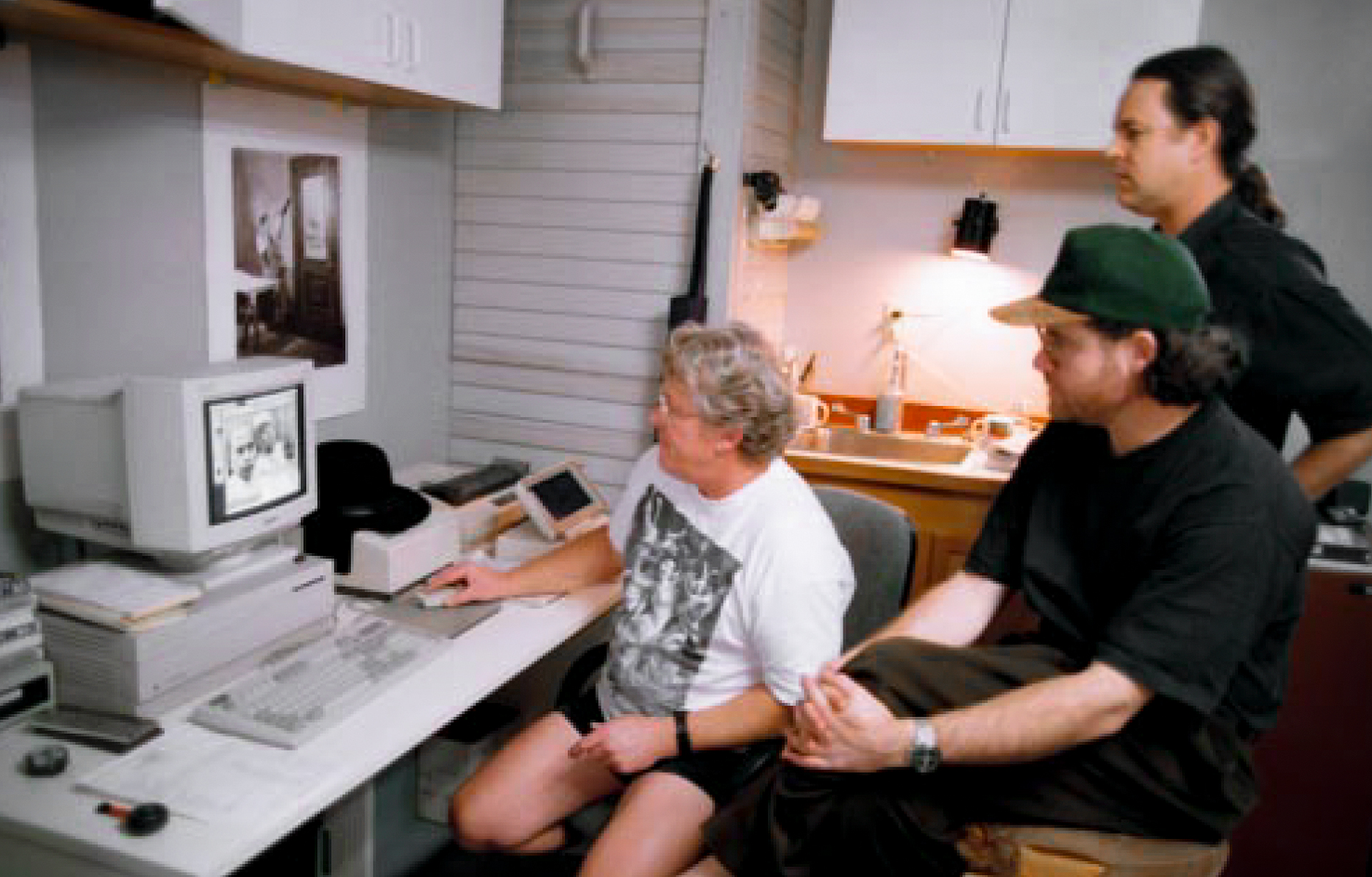
Jack Duganne y Holbert colaboran con el fotógrafo George Holz en la edición de una imagen usando Photoshop en una Apple Macintosh. Imagen cedida por Nash Editions

Las raíces de la impresión Giclée se remontan al desarrollo de Iris Graphics, Inc. a mediados de la década de 1980 por dos empleados de Applicon. Las impresoras Iris se hicieron populares por su capacidad para reproducir imágenes de alta calidad en varios sustratos, incluyendo papel, lienzo, seda y lino. Estas impresoras se utilizaron inicialmente para crear pruebas en la industria de las artes gráficas, pero rápidamente ganaron popularidad entre artistas y fotógrafos por su excepcional fidelidad de color y resolución.

### Pioneros e Innovaciones
David Coons, un ingeniero de color en Walt Disney Company, fue uno de los primeros en adoptar las impresoras Iris para la reproducción de obras de arte. Su trabajo en imágenes 3D para los estudios Disney y la serie "Transformer" de Sally Larsen mostró el potencial de esta tecnología. La inversión de Graham Nash en impresoras Iris llevó a la creación de Nash Editions, donde se refinó y popularizó el proceso Giclée de Duganne.

### Legado e Impacto
El proceso de impresión Giclée ha tenido un impacto significativo en el mundo del arte, proporcionando a artistas y fotógrafos un método fiable para crear impresiones de alta calidad y larga duración. La precisión y durabilidad de las impresiones Giclée las han convertido en la opción preferida para reproducciones de bellas artes, exposiciones y ventas.

### Tipos de materiales considerados Giclée
No cualquier impresión o papel llamado "de arte" debe ser considerada Giclée.

#### Tintas
Las tintas de pigmentos son las que nos permitirán obtener una durabilidad extra ya que permanecen en la superficie de la microestructura del papel especialmente formulado para ello.
Entre estas, podríamos estar hablando de:
- Algunos de los juegos de tintas UltraChrome de EPSON como los PRO12, HD, HDX, HDR y K3 (varias generaciones).
- Las tintas para la serie Z de HP
- Las tintas Lucia PRO de Canon.

#### Papeles
Giclée comprende materiales de alfacelulosa y de algodón (o mezclase de ambas) y con un recubrimiento específico que recubre la base para que el pigmento se quede fijado. No cualquier papel de arte es considerado para la impresión Giclée. Los papeles "de arte" a secas están pensados para técnicas tradicionales y no llevan las coberturas necesarias. La norma internacional que se usa para definir los materiales permanentes o "de archivo" son la ISO 9706 y la ISO 11108, actualizadas en 2025.
Para comprobar que todo esto se siga, hay entidades y laboratorios que testean todo esto. Un fabricante serio debe preocuparse por pasar normativas y comprobaciones de laboratorios independientes para dar a sus clientes la confianza e información necesaria. Por ejemplo, tenemos a Wilhelm Imaging Research y a ArtSure, la cual tiene una lista de materiales aprobados.
Aquí se muestra una serie de algunas de las marcas que tienen modelos considerados para arte, conservación, y por tanto impresión Giclée.
¡Atención! no todos los modelos de estas marcas son de este tipo:
- Hahnemühle
- Ilford
- Canson
- Epson
- Permajet
- Breathing color
- Photospeed
- HP
- Innova

Los artistas y editores deben revisar las fichas técnicas y certificados de cada material y marca en concreto.